# Franz Walters
Franz Walters, celým jménem Franz Xaver Walters (21. července 1873 Málkovice – 6. února 1920 Praha), byl rakouský a český římskokatolický kněz, pedagog a politik německé národnosti, na počátku 20. století poslanec Českého zemského sněmu.

## Biografie
Vystudoval bohosloví v Praze, roku 1895 byl vysvěcen na kněze. V roce 1897 nastoupil jako katecheta do Falknova, od roku 1903 působil v Plané. Od roku 1907 učil na německojazyčné vyšší reálce v Plané. Učil zde náboženství.
Na počátku století se zapojil i do zemské politiky. Ve volbách v roce 1908 byl zvolen do Českého zemského sněmu v kurii venkovských obcí (volební obvod Planá, Mariánské Lázně, Teplá, Bezdružice). Politicky se uvádí jako člen Německé křesťansko-sociální strany. Kvůli obstrukcím se ovšem plénum sněmu po roce 1908 fakticky nescházelo.
Zemřel v únoru 1920 v pražské Všeobecné nemocnici.